# Coll Girant
Coll Girant és una collada situada a 623,6 m d'altitud del terme municipal de Monistrol de Calders, del Moianès.
Està situada a la Carretera de la Coma, just dessota, sud-oest, de la Pedrera de Coll Girant. El coll separa les valls de la Golarda (nord-oest) i del torrent de Colljovà (sud-est).
A Coll Girant hi havia les instal·lacions de serra i càrrega del material extret de la pedrera veïna.